# Irish soft-coated wheaten-terrier
Irish Soft-Coated Wheaten Terrier er en hunderace af typen terrier med oprindelse i Irland. Traditionelt var den en gårdhund som blev brugt som jagt- og vagthund, bl.a. til udryddelse af rotter og mus og til småvildjagt på kanin, ræv, grævling og odder.

## Oprindelse og alder
Wheaten Terrieren stammer fra provinsen Munster i Irland, men den eksakte oprindelse er ukendt. Den er en af de ældste irske terrierracer, og som sådan bliver den regnet som stamfar for flere andre terrierracer. Den irske kennelklubben anerkendte racen i 1937, men The Kennel Club i Storbritannien accepterede den først i 1943. Til Norge kom den først i 1964.

## Udseende, anatomi og fysik
Wheaten Terrieren er en velbygged og langbenet, kvadratisk terrier med en karakteristisk rikelig, silkeagtig hvedefarvet pels. Kroppen er muskuløs og kompakt, med kort ret ryglinje. Halsen kraftig og uden løst hud. Brystkassen er dyb og lændepartiet er kort og meget kraftig. Hovedet er langt og skallen flad, aldrig groft, med markeret stop. Kraftig kæveparti og små-middel store hængeører. Pelsen er silkeagtig blød og bølger let. Farven er hvedefarvet/gultonet i alle nuanser. Hannene bliver ca. 46-48 cm i skulderhøjde og vejer 15,7-18 kg, tæverne bliver ca. 43-47 cm høje og vejer ca. 13-15 kg.

## Brugsområde
Wheaten terrierer er en alsidig brugshund, som egner sig til alt fra gårdshund, vagthund og jagthund til servicehund, lavinehund, kløvhund, udstillingshund og familiehund m.m. Den har både energi og udholdenhed nok til de fleste opgaver.

## Lydighed og væremåde
Wheaten terrierer er en alsidig, selvstændig, modig og energisk hund som kan forsvare uden at være aggressiv. Den gør ikke i utide og bliver regnet som en hengiven familiehund. Den er snil, tillidsfuld og hengiven mod sine egne, men vagtsom og afmålt mod fremmede. Som sådan passer racen bedst til aktive mennesker, som forstår at give hunden fysiske og mentale opgaver. Pelsen må redes regelmæssigt.